# Abokobi

Abokobi är en ort i södra Ghana, belägen cirka 30 km norr om Accra. Den är huvudort för distriktet Ga East, som tillhör regionen Storaccra, och folkmängden uppgick till 1 654 invånare vid folkräkningen 2010.

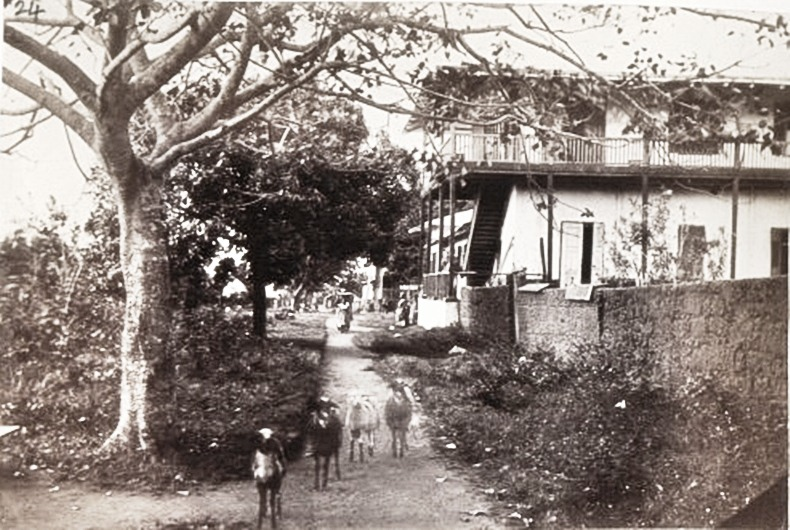
Den tyska missionärsstationen på 1870-talet

Abokobi grundades, år 1854, av tyska missionärer från Baselmissionsällskapet för kristna flyktingar från Osu, området runt Christiansborg i tidigare danska Accra, efter att britterna hade beskjutit staden.